# Liste der Monuments historiques in Péseux
Die Liste der Monuments historiques in Péseux führt die Monuments historiques in der französischen Gemeinde Péseux auf.

## Liste der Objekte
| Bezeichnung               | Beschreibung | Standort                        | Kennzeichnung | Schutzstatus | Datum | Bild |
| ------------------------- | --- | ------------------------------- | ------------- | ------------ | ----- | ---- |
| Hauptaltar                | Altartisch, Tabernakel, Retabel und Gemälde; Holz, farbig gefasst und vergoldet, Ölfarbe auf Leinwand, 18. und 19. Jahrhundert | in der Kirche St-Gratien (Lage) | PM25002319    | Inscrit      | 1999  |      |
| Rechter Seitenaltar       | Retabel und zwei Gemälde; Holz, farbig gefasst und vergoldet, Ölfarbe auf Leinwand, bezeichnet 1746                            | in der Kirche St-Gratien (Lage) | PM25002321    | Inscrit      | 1999  |      |
| Kanzel                    | Holz, farbig gefasst und vergoldet, 18. Jahrhundert                                                                            | in der Kirche St-Gratien (Lage) | PM25002322    | Inscrit      | 1999  |      |
| Skulptur Heiliger Gratian | Holz, farbig gefasst und vergoldet, 18. Jahrhundert                                                                            | in der Kirche St-Gratien (Lage) | PM25002323    | Inscrit      | 1999  |      |
| Ziborium                  | Silber, erste Hälfte des 18. Jahrhunderts                                                                                      | in der Kirche St-Gratien (Lage) | PM25002324    | Inscrit      | 1999  |      |
| Kelch                     | Silber, vergoldet, Ende des 18. Jahrhunderts                                                                                   | in der Kirche St-Gratien (Lage) | PM25002325    | Inscrit      | 1999  |      |
| Linker Seitenaltar        | Retabel und zwei Gemälde; Holz, farbig gefasst und vergoldet, Ölfarbe auf Leinwand, bezeichnet 1749                            | in der Kirche St-Gratien (Lage) | PM25002320    | Inscrit      | 1999  |      |